# Hisukattus
Hisukattus Galiano, 1987 è un genere di ragni appartenente alla famiglia Salticidae.

## Distribuzione
Le quattro specie note di questo genere sono diffuse in Argentina, Brasile e Paraguay.

## Tassonomia
A maggio 2010, si compone di quattro specie:
- Hisukattus alienus Galiano, 1987 — Brasile
- Hisukattus simplex (Mello-Leitão, 1944) — Argentina
- Hisukattus transversalis Galiano, 1987[2]  — Argentina, Paraguay
- Hisukattus tristis (Mello-Leitão, 1944) — Argentina